# Vigor Lamezia Calcio 1987-1988
Questa voce raccoglie le informazioni riguardanti  la Vigor Lamezia Calcio nelle competizioni ufficiali della stagione 1987-1988.

## Rosa
| N. |                   | Ruolo | Calciatore               |
| -- | ----------------- | ----- | ------------------------ |
|    | Italia (bandiera) | C     | Salvatore Amato          |
|    | Italia (bandiera) | C     | Marco Bertolucci         |
|    | Italia (bandiera) | D     | Marcello Chiricallo (II) |
|    | Italia (bandiera) | C     | Andre Ciaramella         |
|    | Italia (bandiera) | C     | Sandro Cipparrone        |
|    | Italia (bandiera) | C     | Maurizio Conte           |
|    | Italia (bandiera) | A     | Enrico Croce             |
|    | Italia (bandiera) | D     | Francesco Di Spirito     |
|    | Italia (bandiera) | D     | Sandro Fabietti          |
|    | Italia (bandiera) | D     | Luigi Fiore              |
|    | Italia (bandiera) | C     | Antonio Gatto            |

| N. |                   | Ruolo | Calciatore          |
| -- | ----------------- | ----- | ------------------- |
|    | Italia (bandiera) | C     | Francesco Gigliotti |
|    | Italia (bandiera) | A     | Massimo Gori        |
|    | Italia (bandiera) | A     | Elio Grassi         |
|    | Italia (bandiera) | C     | Antonio Marrazzo    |
|    | Italia (bandiera) | C     | Santo Minisi        |
|    | Italia (bandiera) | P     | Domenico Perri      |
|    | Italia (bandiera) | C     | Dario Rasi          |
|    | Italia (bandiera) | C     | Enrico Russo        |
|    | Italia (bandiera) | D     | Carlo Tebi          |
|    | Italia (bandiera) | P     | Domenico Torre      |